# Доминиканская церковь (Тарнобжег)

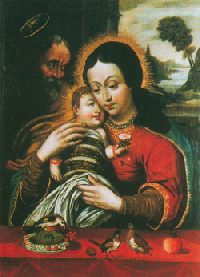
Икона Дзиковской Божией Матери

Доминиканская церковь или  церковь Успения Пресвятой Богородицы (пол.  Kościół Wniebowzięcia Matki Bożej, Klasztor oo. Dominikanów (konwent Wniebowzięcia Matki Bożej)) — католическая церковь, находящаяся в городе Тарнобжег, Польша. При церкви действует монастырь доминиканцев. Церковь Успения Девы Марии является известным польским санктуарием, в котором находится икона Дзиковской Божией Матери.

## История
Церковь Успения Пресвятой Богородицы и доминиканский монастырь были основаны в 1676 году семьёй Тарновских, которая также подарила доминиканцам небольшую деревню Радовонж. Первоначально церковь была деревянной. В 1693 году доминиканцы стали строить новую церковь. 22 июня 1703 года пожар уничтожил часть деревянных строений монастыря. Новые церковь и монастырь были построены в барочном стиле архитектором Яном Михаилом Линком. В августе 1706 года церковь и монастырь были освящены епископом Станислав Францишек Беганьский. В 1782 году было полностью обустроено внутреннее убранство церкви. В ночь с 5 на 6 июня 1862 года случился новый пожар, в результате которого сгорел монастырь и часть монастырских построек. Огонь также уничтожил церковный орган, лавки, опалил алтарь и амвон. В 1909 году был завершён ремонт церкви и монастыря.
Во время I Мировой войны церковь и монастырь подверглись обстрелу. Австрийские солдаты разрушили алтарь и орган. Между 31 мая и 3 октября 1915 года икона Дзиковской Божией Матери хранилась в имении Здислава Тарновского. В 1930 году начался ремонт внутреннего пространства церкви по проекту львовского художника Кароля Политыньского.

## Источник
- O. Stanisław Maria Kołdun OP, Królowa Zagłębia Siarkowego. Matka Boża Tarnobrzeska, Sandomierz, 1983